# Metaglymma
Metaglymma es un género de coleópteros adéfagos de la familia Carabidae. Es endémico de Nueva Zelanda. Es considerado un sinónimo de Mecodema.

## Especies
Relación de especies:
- Metaglymma aberrans Putzeys, 1868
- Metaglymma moniliforme Bates, 1867
- Metaglymma tibiale (Castelnau, 1867)